# آلبر ارسوآ
آلبر ارسوآ (فرانسوی: Albert Hersoy‎; ۱۹ سپتامبر ۱۸۹۵ – ۲۴ ژوئیهٔ ۱۹۷۹) ژیمناست هنری اهل فرانسه بود.